# Young Americans (sång)
Young Americans är en låt av David Bowie utgiven som singel den 21 februari 1975 och på albumet Young Americans, utgivet den 7 mars 1975.
Låten nådde plats nummer 28 på Billboard Hot 100, vilket var Bowies bästa placering dittills och plats nummer 18 i Storbritannien. När tidskriften Rolling Stone skulle ranka de 500 bästa låtarna hamnade låten på plats 485.